# Saab BioPower
Saab BioPower var Saabs brændstofsystem til bioætanoldrevne motorer.
Motorerne kan køres på benzin/ætanol-blandinger med op til 85% ætanol, også kaldet E85, og har fandtes siden 2005. Sammen med en turbolader kan motor og brændstofsystem tage vare på det højere oktantal i ætanol, hvormed en Saab 9-5 med B205 BioPower-motor ydede 110 kW (150 hk) på benzin og 132 kW (180 hk) på E85. Lignende effektøgning var muligt med B235-motoren, hvor benzin gav 185 hk og E85 210 hk.
På Stockholm Motor Show 2006 viste Saab en BioPower-hybridmotor, som kombinerede en BioPower-motor med en elmotor.
I 2007 introduceredes motoren 1.8t BioPower, som var en 2,0-litersmotor med lavtryksturbo, i Saab 9-3. Når motoren køres på benzin yder den 150 hk, og på E85 175 hk. Samtidig med introduktionen af denne motor blev sangen Release me skrevet som musik til reklamefilmen.
| Stub | Spire Denne bilrelaterede artikel er en spire som bør udbygges. Du er velkommen til at hjælpe Wikipedia ved at udvide den. |